# Per Lasson
Peder (Per) Carl Lasson (Christiania, 18 april 1859 – op zee, 6 juni 1883) was een Noors componist. Hij was een leerling van Johan Svendsen, Lasson werd gezien als talentvol, maar overleed op 24-jarige leeftijd aan kanker. Hij overleed aan boord van het schip Christiania varend tussen Duitsland en Noorwegen.
Hij kwam uit een gezin van tien kinderen waaronder schilderes Oda Krohg (Oda Lasson Krogh) en zangeres en cabaretière Bokken Lasson (eigenlijk: Caroline Lasson). Er is slechts een handvol composities bekend van hem:
- Ungt blod, ouverture voor een theaterstuk van G. A. Dahl (1881)
- 2 Lieder aus "Vom Stamme Asra" van Ludwig Ganghofer (1881)
- Een feestmars (Festmarsch ved Ordenskapitlet i Studentersamfundet i Anledning H. M. Grisens 5te Fødselsdag d. 18de Marts 1882) (in 1910 gespeeld tijdens uitvoeringen van Bygmester Solness)
- Une demande (1882)
- God Nat (1883) (een lied voor zangstem en orkest, er is een opname van RCA Victor in 1917)
- Vijftien liederen voor zangstem en piano waaronder Træet. (1883)
- Crescendo (1886)
- Piano-Album - 9 piano composities (bl.a. Crescendo!, Une demande og Festmarsch) (1888)
- Visne Blade
- Albumlad nr. 2